# Víctor Lecumberri
Víctor Lecumberri Arana (1913-2005), conocido como Comandante Otxabiña, fue un político y sindicalista comunista español.
Víctor Lecumberri fue un militante comunista desde su juventud. Fue testigo directo de la proclamación de la Segunda República Española el día 13 de abril de 1931 en Éibar y destacó como miliciano en la guerra civil española. Fue uno de los fundadores del Partido Comunista de Euskadi.

## Biografía
Víctor Lecumberri nació en la localidad guipuzcoana de Éibar en el País Vasco, España. Desde muy joven militó en el Partido Comunista de España (PCE) y fue testigo directo de la proclamación de la Segunda República Española el día 13 de abril de 1931 en Éibar, un día antes que en el resto de las ciudades del España. Participó en los sucesos de octubre de 1934 en Éibar, por lo que fue encarcelado, y permaneció en prisión hasta febrero de 1936 cuando con el triunfo del Frente Popular, fue amnistiado.
Durante la Guerra Civil, participó en las acciones más importantes que se libraron en territorio guipuzcoano y en la defensa de Éibar ante el asedio de las tropas franquistas. Tuvo un papel destacado en los movimientos bélicos que se libraron en los montes Arrate, Kalamua y Akondia llegando al grado de capitán.
Durante la guerra fue hecho prisionero por los franquistas, escapando en varias ocasiones. También fue herido cuatro veces, dos de ellas de gravedad. En una de sus estancias en el hospital, consiguió huir y pasar a Francia, donde se alistó en la Legión para poder volver a la España republicana. Exiliado en Francia, colaboró con la resistencia francesa contra el nazismo, y tomó parte en el guerrilleros españoles desde Francia a Asturias. Finalizada la Guerra Mundial, fue encarcelado durante casi 20 años por la dictadura franquista. Tras quedar en libertad, regresó a Éibar, donde continuó su trabajo como militante comunista.
El miércoles 28 de septiembre de 2005 murió a los 92 años de edad en su ciudad natal.
Otxabiña fue fundador del Partido Comunista de Euskadi (Euskadiko Partidu Komunista, EPK), de Comisiones Obreras de Euskadi y militante de Ezker Batua-Berdeak. Hasta su muerte Lecumberri protagonizó la izada de la bandera republicana con la que se conmemora en Éibar la proclamación de la Segunda República. En la última ocasión en la que participó, en un homenaje organizado por Ezker Batua-Berdeak, Otxabiña manifestó: «siempre he luchado por la República y hasta que muera seguiré luchando».
Los compañeros de prisión de Víctor Lecumberri le compusieron la canción titulada Voveremos a estar juntos (con la música de «Por llanuras y montañas») que dice así,
Por las cárceles de España

Prisionero siempre está

Por luchar por los obreros

El pan y la libertad (bis)

Fue comandante en la guerra

Guerrillero sin igual

“Otxabiña" es su nombre

Su lema siempre luchar (bis)

Con su sopa guerrillera

Y su canción del Vietcong

Ha dado un gran aliciente

A nuestra vida en prisión (bis)

Tus camaradas y amigos

Tu partida sentirán

Volveremos a estar juntos

En la batalla final (bis)

Tu lucha no ha sido estéril

Y muy pronto triunfará

Volveremos a estar juntos

En la batalla final (bis)

Los que te hemos conocido

A tus órdenes están

Viva nuestro Comandante ¡Viva!

Nunca te hemos de olvidar (bis)